# Aleksandr Uvarov
Aleksandr Viktorovič Uvarov (in russo Александр Викторович Уваров?, in ebraico אלכסנדר ויקטורוביץ' אובארוב‎?, Aleksandr Viktorovich Ubarov; Mosca, 13 gennaio 1960) è un ex calciatore russo che a livello internazionale rappresentò l'Unione Sovietica fino al 1991.

## Carriera

### Club
Iniziò la propria carriera in una delle squadre della sua città natale, la Dinamo Mosca, in cui vi entrò nel 1978. Guadagnato il posto titolare nel 1987, giocò nel club moscovita fino alla stagione 1991, al termine della quale si trasferì in Israele nel Maccabi Tel Aviv, ceduto dalla Dinamo per problemi economici. Dopo aver vinto sette trofei tra cui tre edizioni della Ligat ha'Al, massimo livello del campionato israeliano, si ritirò nel 2000.

### Nazionale
Tra il 1990 e il 1991 totalizzò undici presenze nella nazionale sovietica, ricoprendo il ruolo di portiere di riserva della rosa convocata al campionato del mondo 1990. Inizialmente Lobanovs'kyj schierò l'esperto Dasaev titolare, ma in seguito a una prestazione negativa nella prima partita del gruppo B contro la Romania (2-0) - ha le sue responsabilità sul primo gol di Lăcătuș - e a un suo comportamento scorretto al termine dell'incontro, il portiere in forza al Siviglia venne rimpiazzato da Uvarov che giocò contro l'Argentina di Maradona (persa 2-0) e contro il Camerun (vinta 4-0). L'URSS venne eliminata dal torneo e Uvarov terminò il suo primo e unico Mondiale con 2 presenze e 2 gol subiti. In seguito giocò qualche incontro di qualificazione agli Europei 1992, prima di non esser più convocato dal maggio 1991, in coincidenza col suo trasferimento in Israele.

## Statistiche

### Presenze e reti nei club[1]
| Stagione  | Squadra          | Campionato  | Campionato | Campionato |
| Stagione  | Squadra          | Comp        | Pres       | Reti       |
| --------- | ---------------- | ----------- | ---------- | ---------- |
| 1978      | Dinamo Mosca     | Superliga   | -          | -          |
| 1979      | Dinamo Mosca     | Superliga   | -          | -          |
| 1980      | Dinamo Mosca     | Superliga   | -          | -          |
| 1981      | Dinamo Mosca     | Superliga   | 1          | -          |
| 1982      | Dinamo Mosca     | Superliga   | 15         | -23        |
| 1983      | Dinamo Mosca     | Superliga   | 3          | -2         |
| 1984      | Dinamo Mosca     | Superliga   | 6          | -8         |
| 1985      | Dinamo Mosca     | Superliga   | 8          | -15        |
| 1986      | Dinamo Mosca     | Superliga   | 1          | -          |
| 1987      | Dinamo Mosca     | Superliga   | 9          | -9         |
| 1988      | Dinamo Mosca     | Superliga   | 11         | -11        |
| 1989      | Dinamo Mosca     | Superliga   | 10         | -10        |
| 1990      | Dinamo Mosca     | Superliga   | 20         | -16        |
| 1991      | Dinamo Mosca     | Superliga   | 21         | -24        |
| 1991-1992 | Maccabi Tel Aviv | Ligat ha'Al | -          | -          |
| 1992-1993 | Maccabi Tel Aviv | Ligat ha'Al | -          | -          |
| 1993-1994 | Maccabi Tel Aviv | Ligat ha'Al | -          | -          |
| 1994-1995 | Maccabi Tel Aviv | Ligat ha'Al | -          | -          |
| 1995-1996 | Maccabi Tel Aviv | Ligat ha'Al | -          | -          |
| 1996-1997 | Maccabi Tel Aviv | Ligat ha'Al | -          | -          |
| 1997-1998 | Maccabi Tel Aviv | Ligat ha'Al | -          | -          |
| 1998-1999 | Maccabi Tel Aviv | Ligat ha'Al | 23         | -17        |
| 1999-2000 | Maccabi Tel Aviv | Ligat ha'Al | -          | -          |

### Cronologia presenze e reti in nazionale
| Cronologia completa delle presenze e delle reti in nazionale ― Unione Sovietica | Cronologia completa delle presenze e delle reti in nazionale ― Unione Sovietica | Cronologia completa delle presenze e delle reti in nazionale ― Unione Sovietica | Cronologia completa delle presenze e delle reti in nazionale ― Unione Sovietica | Cronologia completa delle presenze e delle reti in nazionale ― Unione Sovietica | Cronologia completa delle presenze e delle reti in nazionale ― Unione Sovietica | Cronologia completa delle presenze e delle reti in nazionale ― Unione Sovietica | Cronologia completa delle presenze e delle reti in nazionale ― Unione Sovietica |
| Data                                                                            | Città                                                                           | In casa                                                                         | Risultato                                                                       | Ospiti                                                                          | Competizione                                                                    | Reti                                                                            | Note                                                                            |
| ------------------------------------------------------------------------------- | ------------------------------------------------------------------------------- | ------------------------------------------------------------------------------- | ------------------------------------------------------------------------------- | ------------------------------------------------------------------------------- | ------------------------------------------------------------------------------- | ------------------------------------------------------------------------------- | ------------------------------------------------------------------------------- |
| 25-4-1990                                                                       | Dublino                                                                         | Irlanda                                                                         | 1 – 1                                                                           | Unione Sovietica                                                                | Amichevole                                                                      | -1                                                                              | Ammonizione                                                                     |
| 13-6-1990                                                                       | Napoli                                                                          | Argentina                                                                       | 2 – 0                                                                           | Unione Sovietica                                                                | Mondiali 1990 - 1º turno                                                        | -2                                                                              |                                                                                 |
| 18-6-1990                                                                       | Bari                                                                            | Camerun                                                                         | 0 – 4                                                                           | Unione Sovietica                                                                | Mondiali 1990 - 1º turno                                                        | -                                                                               |                                                                                 |
| 12-9-1990                                                                       | Mosca                                                                           | Unione Sovietica                                                                | 2 – 0                                                                           | Norvegia                                                                        | Qual. Euro 1992                                                                 | -                                                                               |                                                                                 |
| 3-11-1990                                                                       | Roma                                                                            | Italia                                                                          | 0 – 0                                                                           | Unione Sovietica                                                                | Qual. Euro 1992                                                                 | -                                                                               |                                                                                 |
| 21-11-1990                                                                      | Port of Spain                                                                   | Stati Uniti                                                                     | 0 – 0                                                                           | Unione Sovietica                                                                | Amichevole                                                                      | -                                                                               |                                                                                 |
| 6-2-1991                                                                        | Glasgow                                                                         | Scozia                                                                          | 0 – 1                                                                           | Unione Sovietica                                                                | Amichevole                                                                      | -                                                                               |                                                                                 |
| 27-3-1991                                                                       | Francoforte sul Meno                                                            | Germania                                                                        | 2 – 1                                                                           | Unione Sovietica                                                                | Amichevole                                                                      | -2                                                                              |                                                                                 |
| 17-4-1991                                                                       | Budapest                                                                        | Ungheria                                                                        | 0 – 1                                                                           | Unione Sovietica                                                                | Qual. Euro 1992                                                                 | -                                                                               |                                                                                 |
| 21-5-1991                                                                       | Londra                                                                          | Inghilterra                                                                     | 3 – 1                                                                           | Unione Sovietica                                                                | Amichevole                                                                      | -3                                                                              |                                                                                 |
| 29-5-1991                                                                       | Mosca                                                                           | Unione Sovietica                                                                | 4 – 0                                                                           | Cipro                                                                           | Qual. Euro 1992                                                                 | -                                                                               |                                                                                 |
| Totale                                                                          |                                                                                 | Presenze                                                                        | 11                                                                              |                                                                                 | Reti                                                                            | -8                                                                              |                                                                                 |

## Palmarès

### Club

#### Competizioni nazionali
- Coppa dell'URSS: 1

Dinamo Mosca: 1984
- Ligat ha'Al: 3

Maccabi Tel Aviv: 1991-1992, 1994-1995, 1995-1996
- Coppa d'Israele: 2

Maccabi Tel Aviv: 1993-1994, 1995-1996
- Coppa di Lega israeliana: 2

Maccabi Tel Aviv: 1992-1993, 1998-1999